# Ik (Ethnie)
Die Ik sind ein kleines Bergvolk im Nordosten Ugandas sowie in Kenia. Ihre Sprache ist das Icetot, das zu dem östlichen Kuliak-Zweig der ostsudanischen Sprachen gehört. In Uganda leben 5800 Ik und in Kenia 1200.
In den 1980er Jahren war dieses Volk berühmt durch die Studie des Anthropologen Colin Turnbull, der 1965–1966 während einer Zeit großer Hungersnot zwei Jahre bei den Ik zugebracht hatte. Die Hungersnot war durch Dürre, die Vertreibung der Ik aus dem fruchtbaren Kidepo-Tal zwecks Schaffung des Kidepo-Valley-Nationalparks und Angriffe benachbarter Stämme ausgelöst worden. In seinem Buch The Mountain People (deutsch: Das Volk ohne Liebe. Der soziale Untergang der Ik) zeichnete Turnbull ein düsteres Bild der sozialen Veränderungen, die sich daraus ergeben hätten. Er beschrieb beispielsweise, dass Eltern ihre Kinder im Alter von drei Jahren davonjagten und danach nicht mehr in den Haushalt hineinließen, sodass die Kinder auf sich allein gestellt waren.
Dieses Bild wurde teilweise als einseitig kritisiert, z. B. von Bernd Heine. Von anderer Seite wurde außerdem auf einen angeblichen Anstieg der Bevölkerung von etwa 2000 auf 7000 verwiesen.
Ursprünglich ein Jäger- und Sammlervolk, sind die Ik nach der Vertreibung aus ihrem Jagdgebiet im Kidepo-Tal zu Sesshaftigkeit und Landbau genötigt worden.
Die Ik sind auch unter dem Namen Teuso bekannt, eine Bezeichnung, die ihnen von benachbarten Völkern gegeben wurde.

## Gemeinschaften und Kultur
Die Ik sind in patrilineare Clans unterteilt, von denen Heine 1985 zwölf aufzählt. Die Clans werden vom J'akama Awae angeführt, einer vererbten Position. Heiraten zwischen Mitgliedern verschiedener Clans kommen vor; in diesen Fällen, so Heine, behalten die Frauen ihre ursprüngliche Clan-Identität, während ihre Kinder als Mitglieder des Clans des Vaters geboren werden. Die Clans leben in kleinen, ummauerten Dörfern, die als odoks oder asaks bekannt sind. Ik-Dörfer können von Touristen besucht werden.

### Rituale
In der Ik-Kultur sind einige Rituale bekannt, von denen die bedeutendsten ipéyé-és und tasapet sind. Beide gelten als Übergangsrechte und werden nur von Männern praktiziert: ipéyé-és markiert den Beginn der Männlichkeit und tasapet die Initiation in das Alter. Bei "ipéyé-és" müssen junge Männer eine männliche Ziege auf der Stelle schlachten, wobei sie einen Speer verwenden, der die andere Seite des Körpers der Ziege nicht durchdringen darf. Das Tasapet darf ein Mann erst dann vollenden, wenn alle seine älteren Brüder es durchlaufen haben. Ist dies geschehen, werden ihm die Haare geschoren und er muss einen Monat lang im Busch leben und einen Stier schlachten. Männer, die das tasapet abgeschlossen haben, gelten als die höchsten Mitglieder des Ik: Ohne ihre Zustimmung können keine Entscheidungen getroffen werden, und sie haben Anspruch auf Respekt von den Jüngeren. Seit 1985 ist diese Tradition aufgrund der Kosten für den Kauf von Rindern von benachbarten Gruppen möglicherweise gefährdet.

### Heirat
Die Heirat wird im Allgemeinen zwischen den Familien arrangiert, und die Verlobung kann bereits im Alter von sieben bis zehn Jahren beschlossen werden. Von der Familie des Bräutigams wird erwartet, dass sie einen Brautpreis zahlt; der Bräutigam ist verpflichtet, eine Zeit lang für die Familie der Braut zu arbeiten. Die erste Hochzeitszeremonie wird tsan-es genannt, bei der die Verlobten mit Öl eingerieben werden. Anschließend wirft der Bräutigam einen Speer auf einen Baum, um seine Fähigkeiten als Jäger zu testen. Anschließend soll die Braut für den Clan des Bräutigams kochen und häusliche Pflichten erfüllen, während dieser ihre Fähigkeit zur Integration in den Clan prüft. In der zweiten Zeremonie besucht die Familie des Bräutigams die Braut und bringt Vieh und Getreide mit. Sie werden mit Bier empfangen, und alle noch bestehenden Probleme zwischen den beiden Familien werden besprochen. Nach ein paar Tagen des Feierns kehrt die Braut mit der Familie des Bräutigams zurück. Bei den anschließenden Zeremonien wird vom Bräutigam erwartet, dass er verschiedenen anderen Mitgliedern des Clans Essen oder Bier zur Verfügung stellt, um die Integration der Neuvermählten in die Gesellschaft zu unterstützen.

### Feiertage
Heine erwähnt in seinem Bericht drei wichtige Feiertage, von denen der wichtigste itówé-és oder "Segnung der Samen" ist. Der Feiertag wird an drei Tagen gefeiert, in der Regel im Januar, und markiert den Beginn der landwirtschaftlichen Saison. Am ersten Tag des Festes wird ein heiliger Baum gepflanzt, unter den die Menschen ihre Samen bringen, um sie zu segnen und um den Baum zu tanzen. Es wird Bier gebraut, das am nächsten Morgen von den älteren Mitgliedern probiert und dann getrunken wird. Keiner darf trinken, bevor nicht alle älteren Mitglieder des Stammes davon getrunken haben. Dzíber-ika mεs", das "Bier der Äxte", ist das zweitwichtigste Fest der Ik. Das Bier wird von den einzelnen Familien gebraut und zusammen mit allen landwirtschaftlichen Geräten zum di, dem Versammlungsort der Ältesten, gebracht. Das Bier wird getrunken und dann über die Geräte gegossen, um sie zu segnen. Das Fest wird normalerweise im November oder Dezember gefeiert. Inúmúm-έs", die "Eröffnung der Ernte", wird etwa im August gefeiert. Die geernteten Körner werden gemeinschaftlich gekocht und von den Männern am di gegessen.

### Großzügigkeit
Turnbulls Ethnographie von 1972 beschrieb die Ik als "unfreundlich, lieblos, ungastlich und im Allgemeinen so gemein, wie ein Volk nur sein kann." Diese Wahrnehmung der Ik spiegelte sich auch in anderen Publikationen wider, darunter die New York Times, die die Ik als eine "eindringliche Blume des Bösen" bezeichnete. Ein Bericht von Catherine Townsend von der Baylor University aus dem einundzwanzigsten Jahrhundert wies diese Behauptungen jedoch vollständig zurück. Beim Diktatorspiel, einem gängigen anthropologischen Test, zeigten die Ik eine Großzügigkeit, die den meisten anderen Kulturen in nichts nachsteht. Die Ik glauben an Naturgeister namens kíʝáwika, die Großzügigkeit belohnen. Townsend zufolge könnte Turnbulls Wahrnehmung der Ik zum Teil auf die Hungersnot zurückzuführen sein, die die Gruppe zu dieser Zeit erlebte.
Die Ik sind ein gewöhnlich friedliches Volk, werden aber häufig von benachbarten Stämmen überfallen. Sie haben einen rituellen Tanz, in dem sie die Reaktion auf einen Angriff üben, wobei die Männer das Dorf verteidigen und die Frauen dabei helfen, die Kinder zu versteckten Positionen zu führen und die Verwundeten zu versorgen.